# Архипова, Екатерина Васильевна
Екатерина Васильевна Архипова (1927, Курган — 2007 (?)) — звеньевая виноградарского совхоза имени Молотова Министерства пищевой промышленности СССР, Анапский район Краснодарского края. Герой Социалистического Труда (26.09.1950).

## Биография
Родилась в 1927 году в городе Кургане Курганского округа Уральской области, ныне — административный центр Курганской области. Русская.
С 1945 года Екатерина Архипова участвовала в восстановлении полностью разрушенного в период немецко-фашистской оккупации хозяйства совхоза имени Молотова Анапского района и работала в виноградарской бригаде. Позже она возглавила комсомольско-молодёжное звено, которое по итогам работы в 1949 году получило урожай винограда 91,7 центнера с гектара на площади 6 гектаров.
Указом Президиума Верховного Совета СССР от 26 сентября 1950 года за получение высоких урожаев винограда в 1949 году Архиповой Екатерине Васильевне присвоено звание Героя Социалистического Труда с вручением ордена Ленина и золотой медали «Серп и Молот».
В 1957 году совхоз имени Молотова переименован в совхоз имени Ленина. В последующие годы её звено продолжало собирать высокие урожаи солнечной ягоды, а сама Е. В. Архипова была одной самых молодых из 23 Героев — тружеников совхоза имени Ленина.
Умерла в 2007 году?

## Награды
- Герой Социалистического Труда, 26 сентября 1950 года.
  - Золотая медаль «Серп и Молот» № 5629;
  - Орден Ленина № 123412.
- Орден Трудового Красного Знамени, 3 ноября 1953 года[1]
- Медаль «За трудовую доблесть»
- Медаль «В ознаменование 100-летия со дня рождения Владимира Ильича Ленина», 6 апреля 1970 года
- Серебряная медаль ВДНХ СССР

## Память
- Архипова Е. В. упомянута на Мемориальной доске с именами Героев Социалистического Труда Кубани и Адыгеи, установленной в Краснодаре.